# Giuseppe Berto
Giuseppe Berto (* 27. Dezember 1914 in Mogliano, Italien; † 2. November 1978 in Rom) war ein italienischer Schriftsteller.

## Leben
Nach der Schulzeit war Giuseppe Berto dreizehn Jahre lang Soldat. Während des Zweiten Weltkriegs geriet er in amerikanische Kriegsgefangenschaft und wurde in Texas interniert. Nach dem Krieg studierte er Literaturwissenschaften in Padua. Berto war ein neorealistischer Erzähler. Seine düsteren und illusionslosen Romane schildern in unpathetischer Sprache das Leiden der Jugend in der Kriegs- und Nachkriegszeit. Mit seinem Roman „Il brigante“, der im Jahre 1952 unter dem Titel „Mein Freund der Brigant“ in deutscher Sprache erschien, erlangte Berto internationale Bekanntheit.

## Auszeichnungen (Auswahl)
- 1964: Premio Campiello für Il male oscuro
- 1964: Premio Viareggio für Il male oscuro
- 1974: Premio Bancarella für Oh, Serafina!

## Werke (Auswahl)
- Il cielo è rosso. 1946; deutsch: Der Himmel ist rot
- Le opere di Dio. 1948
- Il brigante. 1951; deutsch: Mein Freund der Brigant oder auch Der Brigant
- Guerra in camicia nera. 1955
- Il male oscuro. 1964
- La cosa buffa. 1966
- Oh, Serafina!. 1974
- La gloria, 1978

## Filmografie
Drehbuch
- 1951: Anna (Anna)
- 1952: Männer ohne Tränen (La voce del silenzio)
- 1953: Die Sieben vom Großen Bären (I sette dell'Orsa maggiore)
- 1956: Der Narr und die Tänzerin (I girovaghi)
- 1961: Liebe, Freiheit und Verrat (Legge di guerra)
- 1970: Des Lebens Herrlichkeit (Anonimo veneziano)
- 1973: Liebe Eltern (Cari genitori)

Literarische Vorlage
- 1961: Der Brigant (Il brigante)